# Az epsomi úriember
Az epsomi úriember (eredeti cím: Le Gentleman d’Epsom vagy Les grands seigneurs)  1962-ben bemutatott francia filmvígjáték. Főszereplő Jean Gabin. A filmben Louis de Funès kisebb szerepben látható.

## Cselekmény
|  | Alább a cselekmény részletei következnek! |

Richard Briand-Charmery, a „kapitány” (Jean Gabin): szélhámos, aki abból él, hogy lóversenytippeket ad másoknak. Mivel tiszteletre méltó úriembernek néz ki, az üzlet jól jövedelmez, figyelembe véve, hogy a „kapitány” bennfentes információkra hivatkozik akkor is, amikor a közelébe sem megy a lóversenypályának.
Látókörébe kerül Gaspard Ripeux étteremtulajdonos (Louis de Funès), aki a gyenge szíve miatt eleinte nem megy ki a lóversenypályára, de szeretne nyeri „egy kis pénzt”. Gaspard Ripeux nagy összegű fogadást tesz, azonban a „kapitány” nem arra a lóra teszi a pénzt, amit Gaspard Ripeux-nek mond, ezért a „kapitány”-nak óriási adóssága keletkezik. Gaspard Ripeux kimegy a pályára és rosszul lesz, amikor a verseny véget ér és megtudja, hogy a pénze elúszott.  Mentővel viszik el.
|  | Itt a vége a cselekmény részletezésének! |

## Szereposztás
| Szerep                                | Színész            | Magyar hangja (1. szinkron, 1979) |
| ------------------------------------- | ------------------ | --------------------------------- |
| Richard Briand-Charmery, a „kapitány” | Jean Gabin         | Mádi Szabó Gábor                  |
| Gaspard Ripeux étteremtulajdonos      | Louis de Funès     | Suka Sándor                       |
| Maud                                  | Madeleine Robinson | Tímár Éva                         |
| Lucien, éjszakai klub tulaj           | Franck Villard     | Láng József                       |
| Charly                                | Jean Lefebvre      | Márton András                     |
| Raoul                                 | Jacques Marin      | Miklósy György                    |
| Hybert                                | Jean Martinelli    | Mécs Károly                       |
| Ginette, Lucien felesége              | Joëlle Bernard     | ?                                 |
| Berthe néni                           | Marie-Hélène Dasté | ?                                 |
| Thérèse                               | Camille Fournier   | Győri Ilona                       |
| Béatrice, Richard felesége            | Josée Steiner      | Málnai Zsuzsa                     |
| Arthur                                | Paul Frankeur      | ?                                 |
| Boris                                 | Charles Millot     | Konrád Antal                      |

## Fordítás
Ez a szócikk részben vagy egészben  a   Le Gentleman d'Epsom című angol Wikipédia-szócikk fordításán alapul.  Az eredeti cikk szerkesztőit annak laptörténete sorolja fel. Ez a jelzés csupán a megfogalmazás eredetét és a szerzői jogokat jelzi, nem szolgál a cikkben szereplő információk forrásmegjelöléseként.